# Адріано Ломбарді
Адріано Ломбарді (італ. Adriano Lombardi; 7 серпня 1945, Понсакко — 30 листопада 2007, Меркольяно) — італійський футболіст, що грав на позиції півзахисника. По завершенні ігрової кар'єри — тренер.

## Ігрова кар'єра
У віці 19 років потрапив до молодіжної академії «Фіорентини», але за першу команду так і не дебютував і в листопаді 1965 року перейшов у клуб Серії С «Чезена», де дограв сезон, а наступний розіграш також провів у третьому дивізіоні за клуб «Емполі».
1967 року футболіст перейшов у клуб Серії Б «Лекко», де не закріпився, зігравши за сезон лише 5 ігор у чемпіонаті, через що після цього на сезон 1968/69 років був відданий в оренду в «П'яченцу». Повернувшись в «Лекко», яке за цей час вилетіло до Серії С, став основним гравцем і провів з командою ще два сезони.
У 1971 році, недовго погравши за клуб Серії С «Роверето», Ломбарді у листопаді того ж року перейшов у «Комо» з Серії Б, де дограв сезон. В подальшому Ломбарді два роки грав у другому дивізіоні за «Перуджу», після чого повернувся в «Комо», якому у сезоні 1974/75 допоміг вийти у Серію А.

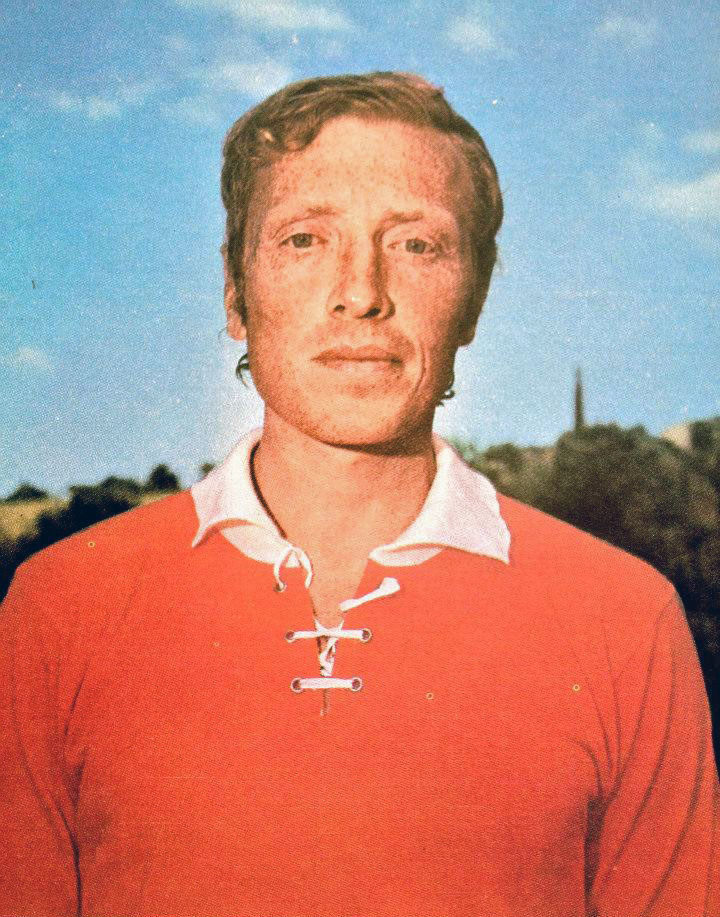
Адріано Ломбарді у сезоні 1973/74 у формі «Перуджі».

Втім у вищому дивізіоні Адріано дебютувати не вдалося і в жовтні 1975 року він змушений був перейти у «Авелліно» з Серії Б. Відіграв за команду з Авелліно наступні чотири сезони своєї ігрової кар'єри і став одним з лідерів, а потім і капітаном команди. У 1978 році вийшов з командою до Серії А, але і цього разу дебютувати з першої спроби не вдалось — 1 жовтня 1978 року в грі проти «Мілану» Адріано мав дебютувати у вищому дивізіоні, але забув документи і арбітр Мауріціо Маттеі не дозволив гравцю вийти на поле, стверджуючи, що не може ідентифікувати його особу, тому Ломбарді змушений був дивитись гру з трибун. В підсумку дебют у Серії А для гравця відбувся лише наступного тижня в грі проти «Лаціо» (1:3), у віці 33 років і загалом за сезон провів 24 гри у вищому дивізіоні.
У 1979 році він повернувся в третій раз в «Комо», з яким у сезоні 1979/80 виграв Серію Б, і наступні два сезони провів у вищому італійському дивізіоні.
Завершив професійну ігрову кар'єру у швейцарському клубі «К'яссо», за який виступав протягом сезону 1982/83 років.

## Кар'єра тренера
Розпочав тренерську кар'єру відразу ж по завершенні кар'єри гравця, 1983 року, очоливши тренерський штаб «К'яссо», де пропрацював два сезони, після цього повернувся на батьківщину у клуб «Дертона» з Серії С2. Згодом у цьому ж дивізіоні тренував команди «Понтедера» та «Сієна».
1988 року знову очолив швейцарський «К'яссо», після чого протягом 1989—1990 років очолював тренерський штаб клубу «Авелліно» з Серії Б.
1990 року прийняв пропозицію попрацювати у клубі «Казертана», з яким виграв Серію C1 1990/91, але у Серії Б високих результатів не показав і в подальшому очолював виключно нижчолігові італійські клуби. Останнім місцем тренерської роботи був клуб «Турріс» з Серії С2, головним тренером команди якого Адріано Ломбарді був з 1999 по 2001 рік, але змушений був покинути через хворобу.
Стало відомо, що Адріано хворий на невиліковний бічний аміотрофічний склероз:
|  | Я грав з Тарделлі і Верховодом, але тепер я не можу навіть почухати голову. Я повинен просити своїх дівчат. Я тренував разом з Ліппі і Скольйо, а тепер я не можу повернутися в ліжку. Я повинен просити мою дружину. Я зіграв 500 матчів, майже всі з пов'язкою капітана, тепер вже не можу грати, навіть не можу жити. Я ще один футболіст, засуджений хворобою Геріга, як, наприклад, Сіньйоріні, який помер у минулому році у віці 42 років, або Мінгеллі, який у 30 років вже в інвалідному візку. |

Помер 30 листопада 2007 року на 63-му році життя у місті Меркольяно, після 8 років страждань і боротьби з цією хворобою. Згідно з твердженнями Ферруччо Маццоли видавництву «L'Espresso», його смерть була пов'язана з використанням допінгових речовин у «Фіорентині», що призвела до передчасної смерті і його колишніх товаришів по команді, зокрема Бруно Беатріче (лейкемія), Уго Ферранте (рак горла), Нелло Сальтуті (інфаркт), Джузеппе Лонгоні (васкулопатія) і Массімо Маттоліні (ниркова недостатність), а також до захворювань Доменіко Касо (рак печінки), Джанкарло Де Сісті (фронтальний абсцес) і Джанкарло Галдіоло (тимчасова фронтальна деменція).
У 2008 році, через рік після смерті Ломбарді, клуб «Авелліно» навічно закріпив 10-ий номер за гравцем, а 8 червня 2011 році стадіон команди «Стадіо Партеніо» був названий на його честь. З цього приводу був проведений матч, в якому зіграли колишні товаришів по команді Адріано Ломбарді.

## Титули і досягнення

### Як гравця
- Переможець Серії Б: 1979/80
- Переможець Серії C1: 1968/69 (група А)

### Як тренера
- Переможець Серії C1: 1990/91 (група B)